# Liste von Naturwäldern in Bayern
Die Liste von Naturwäldern in Bayern enthält eine Übersicht über bedeutende Gebiete mit Naturwäldern, die insgesamt eine Fläche von über 400 Hektar umfassen und in Bayern liegen. Die Liste beinhaltet den Namen, die Kennung, den Naturraum, die Fläche in Hektar sowie die Stadt oder den Landkreis des Gebietes. Einzelne, größere Gebiete können sich über mehrere Landkreise erstrecken. Die Ausweisung der Gebiete erfolgte zwischen 2020 und 2022. Insgesamt wurden 83.000 Hektar als Naturwälder ausgewiesen.

## Unterschied Naturwälder/Naturwaldreservate
Die Naturwaldreservate, die sich im Besitz des Freistaats Bayern befinden, sind ins Naturwaldnetzwerk integriert und unterliegen somit zusätzlich der Schutzkategorie Naturwald. Naturwaldreservate in kommunalem oder privatem Besitz bleiben hingegen unverändert ausschließlich Naturwaldreservate. Darüber hinaus sind auch die beiden Nationalparks sowie die Kernzonen der Biosphärenreservate, die im Staatswald gelegen sind, Teil des Naturwaldnetzwerks. Abgesehen von notwendigen Maßnahmen des Waldschutzes und der Verkehrssicherung findet in Naturwaldreservaten und Naturwäldern keine Bewirtschaftung und keine Holzentnahme statt.

## Bedeutende Naturwälder
Eine Reihe von Gebieten wurde als bedeutend eingestuft und soll nun touristisch vermarktet werden. Für diese Schutzgebiete werden auch sogenannte Naturwaldentwicklungskonzepte erstellt. Bei diesen Naturwäldern handelt es sich um wertvolle Wälder, die nicht nur aus ökonomischer Sicht, sondern auch aus naturschutzfachlicher Perspektive von großer Bedeutung sind. Die Gebiete repräsentieren beispielsweise Auwälder oder alte Buchenwälder, die als einzigartige Ökosysteme zur biologischen Vielfalt sowie zu den Zielen der natürlichen Waldentwicklung beitragen.
| \| \| |
|       |

|  |

| \| \| |
|       |

|  |

| \| \| |
|       |

|  |

| \| \| |
|       |

|  |

| \| \| |
|       |

|  |

| \| \| |
|       |

|  |

| \| \| |
|       |

|  |

| \| \| |
|       |

|  |

| \| \| |
|       |

|  |

## Liste von Naturwäldern
Viele Gebiete haben keinen offiziellen Namen, sondern nur Nummern erhalten. Daher wurde ein für das Gebiet repräsentativer Name für die Benennung des Gebietes verwendet.
| Rang | Name des Gebietes                                       | Kennung | Naturraum                                 | Landkreis                                    | Fläche in Ha |
| ---- | ------------------------------------------------------- | ------- | ----------------------------------------- | -------------------------------------------- | ------------ |
| 1    | Nationalpark Bayerischer Wald                           | 102     | Bayerischer Wald                          | Freyung, Regen                               | 17339,17     |
| 2    | Nationalpark Berchtesgaden                              | 101     | Berchtesgadener Alpen                     | Berchtesgadener Land                         | 07319,78     |
| 3    | Auwälder an der mittleren Isar                          | 5       | Münchener Ebene mit Isar/ Unteres Isartal | München, Freising, Erding und Landshut       | 02313,97     |
| 4    | Kraxenbach                                              | 2820    | Chiemgauer Alpen                          | Traunstein, Berchtesgadener Land             | 01801,04     |
| 5    | Kramer                                                  | 1596    | Ammergebirge                              | Garmisch-Partenkirchen                       | 01590,79     |
| 6    | Predigtstuhl                                            | 2879    | Berchtesgadener Alpen                     | Berchtesgadener Land                         | 01253,20     |
| 7    | Kotzen                                                  | 1913    | Vorkarwendel                              | Bad Tölz-Wolfratshausen                      | 01166,42     |
| 8    | Buchenwälder in der südlichen Frankenalb                | 6       | Fränkische Alb                            | Neumarkt in der Oberpfalz, Landkreis Kelheim | 01079,07     |
| 9    | Donau-Auwald zwischen Lechmündung und Neuburg a.d.Donau | 2       | Südliche Frankenalb, Lechtal              | Donaus-Ries, Neuburg- Schrobenhausen         | 0942,04      |
| 10   | Blaubergkopf                                            | 2106    | Mangfallgebirge                           | Miesbach                                     | 0885,86      |
| 11   | Dürrnberg                                               | 2030    | Kalkalpine Zone des Mangfallgebirges      | Bad Tölz-Wolfratshausen                      | 0871,17      |
| 12   | Knetzberge-Böhlgrund                                    | 4       | Steigerwald                               | Haßberge                                     | 0847,35      |
| 13   | Stöhrhaus                                               | 2901    | Berchtesgadener Alpen                     | Berchtesgadener Land                         | 0798,60      |
| 14   | Bischof                                                 | 1831    | Estergebirge und Benediktenwand           | Garmisch-Partenkirchen                       | 0755,17      |
| 15   | Notkarspitze                                            | 1945    | Hohes Ammergebirge                        | Garmisch-Partenkirchen                       | 0641,93      |
| 16   | Rehbergwald                                             | 1415    | Vorkarwendel                              | Garmisch-Partenkirchen                       | 0542,02      |
| 17   | Vierzehnheiligen                                        | 7       | Nördliche Frankenalb                      | Lichtenfels                                  | 0541,25      |
| 18   | Auwälder an der unteren Iller                           | 8       | Untere Felder des Unteren Illertals       | Neu-Ulm                                      | 0516,27      |
| 19   | Irtenberger Wald                                        | 3       | Marktheidenfelder Platte                  | Würzburg                                     | 0516,06      |
| 20   | Zauschet                                                | 1966    | Klammspitzkamm und Ettaler Mandl          | Garmisch-Partenkirchen                       | 0503,94      |
| 21   | Reintal                                                 | 1253    | Wettersteingebirge                        | Garmisch-Partenkirchen                       | 0481,56      |
| 22   | Friederberg                                             | 1570    | Hohes Ammergebirge                        | Garmisch-Partenkirchen                       | 0462,21      |
| 23   | Schellkopf                                              | 1618    | Hohes Ammergebirge                        | Garmisch-Partenkirchen                       | 0445,08      |
| 24   | Hausgrabenkopf                                          | 2676    | Chiemgauer Alpen                          | Traunstein                                   | 0442,76      |
| 25   | Reiteralpe                                              | 2554    | Berchtesgadener Alpen                     | Garmisch-Partenkirchen                       | 0425,56      |
| 26   | Pfetterkopf                                             | 1849    | Vorkarwendel                              | Bad Tölz-Wolfratshausen                      | 0416,28      |
| 27   | Arber                                                   | 2675    | Bayerischer Wald                          | Regen, Cham                                  | 0414,08      |
| 28   | Rotkogel                                                | 2211    | Mangfallgebirge                           | Miesbach                                     | 0406,76      |
| 29   | Richtstrichkopf                                         | 2730    | Chiemgauer Alpen                          | Traunstein                                   | 0406,32      |
| 30   | Nasswald (BIO)                                          | 4156    | Südrhön                                   | Bad Kissingen                                | 0404,43      |